# Era de Vendel

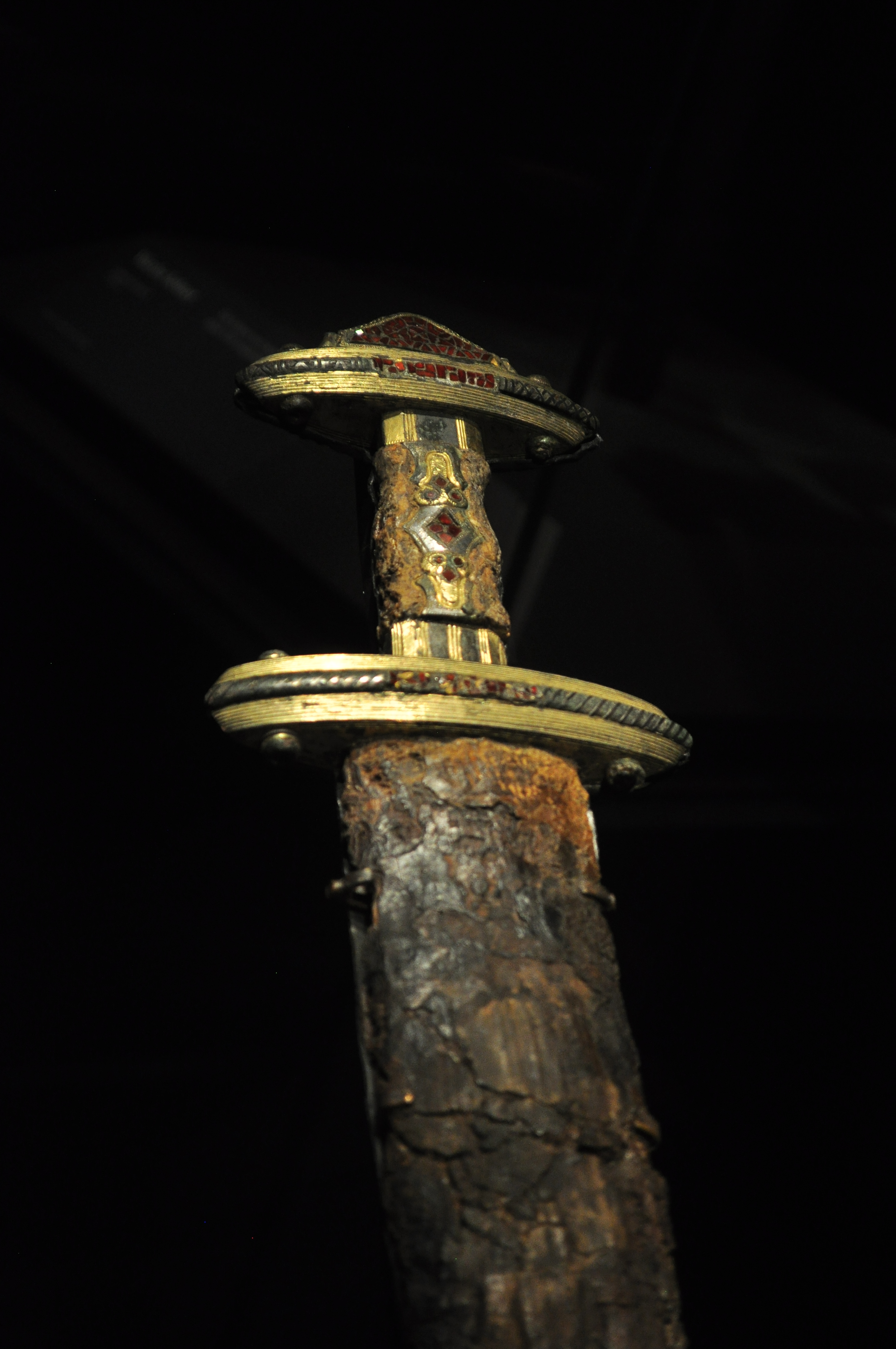
Espada de la era de Vendel, Valsgärde.

En la Alta Edad Media sueca la era de Vendel (550-793) es el nombre con que se denomina una parte de la Edad del Hierro germánica (o más globalmente del periodo de las grandes migraciones). El nombre de este período histórico proviene de la parroquia homónima de Vendel (Suecia), en la provincia de Uppland, donde  se han realizado importantes descubrimientos arqueológicos en túmulos funerarios de los siglos VI, VII y VIII.
Las migraciones y la agitación en la Europa central había disminuido bastante, y dos grupos poderosos habían aparecido en Europa: el reino merovingio y los principados eslavos del este y los Balcanes. Y un tercer poder, la Iglesia católica, empieza a expandir su influencia en la zona.
En Escandinavia la sociedad de clanes germánicos todavía estaba muy activa. En Uppland, Gamla Uppsala probablemente era el centro de la vida política y religiosa. Tenía un conocido bosque sagrado y un gran monte real. Tenían estrechos contactos con la Europa central, los escandinavos seguían exportando hierro, pieles y esclavos y a cambio obtenían objetos artísticos e innovaciones técnicas, tales como el estribo.

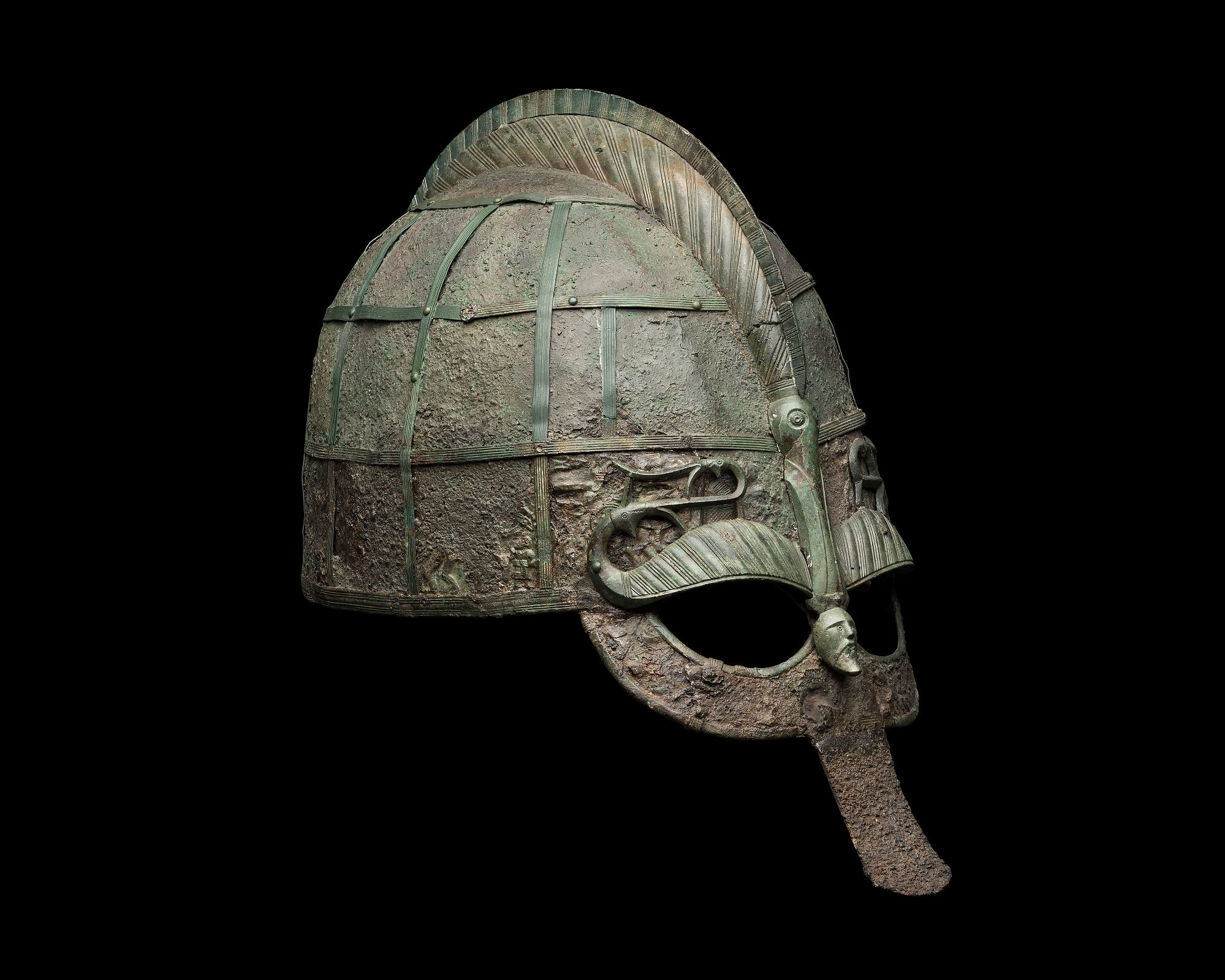
Yelmo crestado o Vendelhelm, Museo Nacional Sueco de Antigüedades.

Los hallazgos de Vendel y Valsgärde muestran que Uppland era una región poderosa, de concordancia con los relatos de las sagas sobre el reino sueco. Algunas de las riquezas se obtenían por el control del distritos mineros y la producción de hierro. Los gobernantes tenían tropas de caballería de guerreros armados con costosas armaduras. En las tumbas de los guerreros de la caballería han aparecido estribos y sillas de montar ornamentadas con aves de presa de bronce con incrustaciones de granates. No obstante, este tipo de yelmos y armaduras parece que cayeron en desuso a finales del siglo VIII cuando se hizo más popular las incursiones relámpago típicas de la Era vikinga que precisaba de un equipamiento más ligero para unas estrategias militares más acordes a la guerra de guerrillas o ataques relámpago como el strandhögg, y volviendo a re-emerger con la participación de la guardia varega en el Imperio bizantino.
El historiador del siglo VI Jordanes escribió en su obra que los suecos tenían los mejores caballos junto a los turingios. Los caballos también aparecen en las sagas nórdicas, donde se describe al rey Adils siempre luchando a caballo, tanto contra Áli como contra Hrólfr Kraki. Snorri Sturluson escribió que Adils tenía los mejores caballos de su época.
Esta es la época en la cual los suecos empiezan a explorar las rutas hacia la actual Rusia.